# Ahlam Khudr
Ahlam Khudr (en árabe: أحلام خضر‎ Āḥlām Khuḍr) es una activista y trabajadora en una guardería sudanesa.

## Trayectoria
Su hijo fue asesinado en una protesta pacífica en 2013 (parte de las protestas en Sudán 2011-2013). Este hecho la llevó a convertirse ella en una activista, llamándose a sí misma la "madre de todos los mártires". Activa en foros clandestinos, fue "brutalmente apaleada" cuando fue arrestada por las fuerzas de seguridad.

## Reconocimientos
En diciembre de 2018, Khudr se convirtió en una figura importante durante la revolución sudanesa. Y, al año siguiente, en 2019, fue incluida entre las 100 mujeres de la BBC.